# Joakim Karlberg
Tomas Joakim Karlberg (ur. 18 marca 1964 w Göteborgu) – szwedzki łyżwiarz szybki.

## Kariera
Pierwszy sukces w karierze Joakim Karlberg osiągnął 2 marca 1986 roku w Östersund, kiedy zajął trzecie miejsce w biegu na 5000 m w ramach Pucharu Świata. Jeszcze trzykrotnie stawał na podium zawodów tego cyklu, za każdym razem na trzecim stopniu (raz w biegu na 1500 m i dwukrotnie w biegu na 5000 m). W 1988 roku wystartował na igrzyskach olimpijskich w Calgary, gdzie był między innymi dwunasty na dystansie 10 000 m. Na rozgrywanych cztery lata później igrzyskach w Albertville jego najlepszym wynikiem było 26. miejsce w biegu na 1500 m. Był też między innymi ósmy na wielobojowych mistrzostwach świata w Innsbrucku w 1990 roku. Karlberg był tam kolejno osiemnasty na 500 m, ósmy w biegach na 5000 m i 1500 m oraz dziesiąty na dystansie 10 000 m. W 1992 roku zakończył karierę.